# Stacey Street
Stacey Street es un lugar designado por el censo ubicado en el condado de Palm Beach en el estado estadounidense de Florida. En el Censo de 2010 tenía una población de 858 habitantes y una densidad poblacional de 2.880,66 personas por km².

## Geografía
Stacey Street se encuentra ubicado en las coordenadas 26°41′52″N 80°7′26″O / 26.69778, -80.12389. Según la Oficina del Censo de los Estados Unidos, Stacey Street tiene una superficie total de 0.3 km², de la cual 0.3 km² corresponden a tierra firme y (0%) 0 km² es agua.

## Demografía
Según el censo de 2010, había 858 personas residiendo en Stacey Street. La densidad de población era de 2.880,66 hab./km². De los 858 habitantes, Stacey Street estaba compuesto por el 25.17% blancos, el 41.61% eran afroamericanos, el 1.28% eran amerindios, el 0.58% eran asiáticos, el 0.12% eran isleños del Pacífico, el 29.37% eran de otras razas y el 1.86% pertenecían a dos o más razas. Del total de la población el 49.18% eran hispanos o latinos de cualquier raza.